# پخته‌کار (غفورف)
پَختَه‌کار جماعت و شهرکی در شمال‌غربی تاجیکستان است که در ناحیهٔ باباجان غفورف ولایت سغد قرار دارد. جمعیت این جماعت ۹٬۷۰۹ نفر است.

## نام
پَختَه در فارسی تاجیکی به‌معنی پنبه است و در شرق مناطق فارسی‌زبان همچنان رایج است. «کار» نیز فارسی است و «پَخته‌کار» به‌معنی پنبه‌کار است.